# Målere
Målerne (Geometridae) er en stor familie under sommerfugleordenen lepidoptera med omkring 26.000 beskrevne arter. I Europa alene findes over 800 arter. Mange målere har slanke kroppe og brede vinger, der i hvilestilling holdes vandret, så bagvingerne er synlige. På denne måde ser de meget dagsommerfugle-agtige ud, men de fleste målere flyver om natten, og hannernes antenner er ofte fjerformede. Larverne har ofte knopper på kroppen, der efterligner bladknopper, og de er dermed godt kamuflerede, når de sidder helt stille og minder om en lille grenstump. Navnet måler refererer til larvens bevægelsesmønster. Larven har kun to sæt gangvorter helt bagtil og seks små ben i forenden. Bevægelse sker ved, at forkroppen strækkes ud, og benene griber fast i underlaget, hvorefter bagkroppens ben føres helt frem til forkroppens benpar, så den mellemliggende krop står i en bue op i luften. Bevægelsen minder om skrædderens bevægelser, når han måler stof ud med et målebånd. Mange arter af målere forpupper sig i kokoner på planter, mens andre forpupper sig nede i jorden.

## Arter
- Okkergul bladmåler (Camptogramma bilineata).
- Citronmåler (Ophisthograptis luteolata).
- Stor stikkelsbærmåler (Abraxes grossulariata) også kaldet harlekin.
- Elle-Tandmåler (Ennomos alnaria).
- Elmemåler (Abraxes sylvata).
- Natsvalehale (Ourapteryx sambucaria).
- Leopardmåler (Pseudopanthera maculata).
- Purpurbrun månemåler (Selenia tetralunaria). Purpurbrun månemåler (Selenia tetralunaria).
- Birkemåler (Biston betularia).
- Lille frostmåler (Operophtera brumata).
- Snehvid stregmåler (Cabera pusaria).
- Sortrandet måler (Lomaspilis marginata).